# Abraham Carnicero Higuera
Abraham Carnicero Higuera   (Bilbao, 25 d'abril de 1919 - Barcelona, 16 de febrer de 2008) fou un futbolista basc de la dècada de 1940.

## Trajectòria
Jugava a la posició de mig centre o de defensa. Va arribar a l'Espanyol el desembre de 1942 procedent del Deusto de Bilbao. Romangué a l'Espanyol fins a l'any 1949, malgrat no disposà de gaire minuts. En total disputà 18 partits de lliga i 11 de copa amb l'equip. La temporada 1945-46 jugà cedit al Reus Deportiu, la 1946-47 al CF Igualada, FC Terrassa i la següent a l'Hèrcules CF. Els seus darrers clubs foren el CD Agramuntès i la UE Sant Andreu.